# Политическая элита
Политическая элита, власть имущие, правящие круги — основная, максимально выраженная элитарная группа, которая занимает руководящие позиции во властных структурах и непосредственно участвует в принятии важнейших решений, связанных с использованием власти[страница не указана 156 дней].
К политической элите относят лиц (функционеров, номенклатуру), принадлежащих к так называемому правящему классу в составе высшего класса и осуществляющих власть в обществе. В состав политической элиты входят люди, обладающие верховной-политической властью в государственных и партийных институтах. Они, как правило, занимаются разработкой стратегии деятельности возглавляемых ими государственных политических институтов, руководят ими.
Главная роль элиты в политической системе и общественно-политической жизни общества проявляется, в частности, в том, что её представители заключают между собой общественный договор.
По объёму властных функций политическая элита делится на:
1. Административную (бюрократическую). Это высшие чины в министерствах, департаментах и т. д.
2. Среднюю. Парламентарии, губернаторы и так далее.
3. Высшую. Руководители законодательной, исполнительной и судебной власти[4].

По формальности полномочий: формальную и неформальную.
По отношению к устройству страны: федеральную, региональную и местную.
По национальному критерию: национальную и межнациональную. И другие.
Некоторая политическая элита способна формироваться или концентрироваться вокруг, либо же формировать истеблишмент.

## Причины возникновения политической элиты
1. Психологическое и социальное неравенство людей, определяемое их личностными особенностями;
2. Появление на стадии формирования современного государства публичной власти;
3. Стремление людей к повышению своего социального статуса;
4. Стремление людей к использованию своего социального статуса для извлечения личной выгоды.[5]

## Характерные черты
- Небольшая, достаточно самостоятельная социальная группа
- Высокий социальный статус
- Значительный объём государственной и информационной власти
- Непосредственное участие в осуществлении власти
- Организаторские способности и талант